# Chorzele (gmina)
Chorzele – gmina miejsko-wiejska w Polsce położona w województwie mazowieckim, w powiecie przasnyskim. W latach 1975–1998 gmina administracyjnie należała do województwa ostrołęckiego.
Siedziba gminy to Chorzele.
Według danych z 30 czerwca 2004 gminę zamieszkiwało 10 231 osób. Natomiast według danych z 31 grudnia 2017 roku gminę zamieszkiwało 10 207 osób.
Według danych z 31 grudnia 2019 roku gminę zamieszkiwało 10 175 osób, a w roku 2024 populacja  zmniejszyła się do 9 204 osób.

## Struktura powierzchni
Według danych z roku 2002 gmina Chorzele ma obszar 371,53 km², w tym:
- użytki rolne: 53%
- użytki leśne: 42%

Gmina stanowi 30,51% powierzchni powiatu.

## Demografia

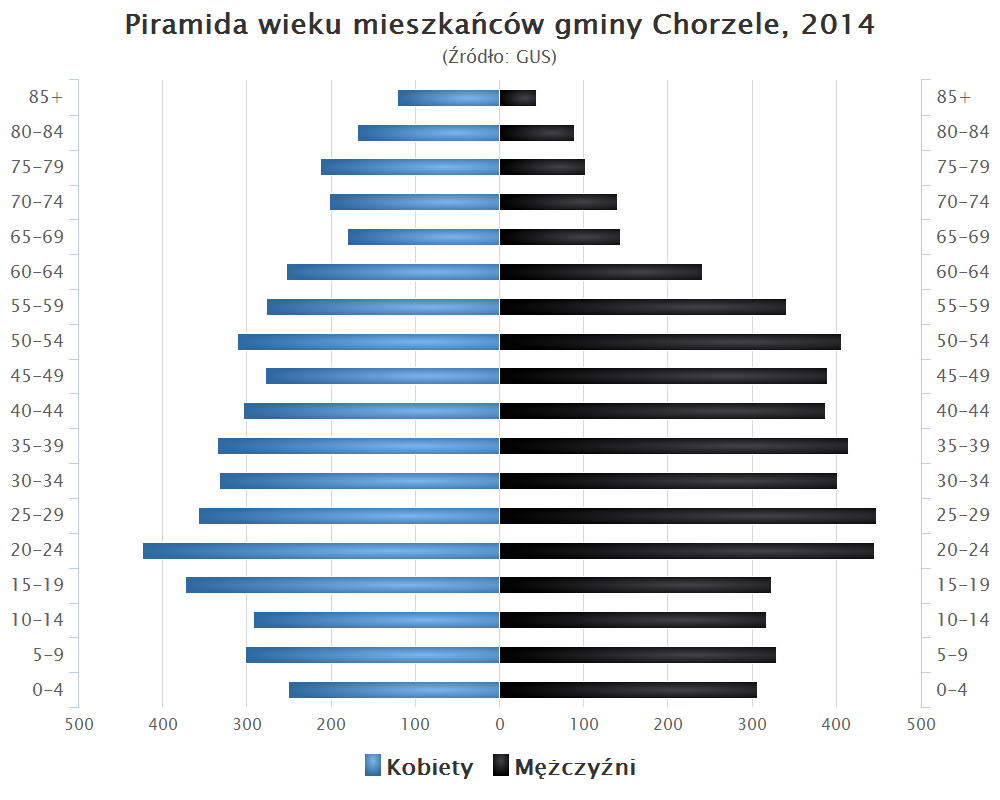
Piramida wieku mieszkańców gminy Chorzele w 2014 roku

Dane z 30 czerwca 2004:
| Opis                              | Ogółem | Ogółem | Kobiety | Kobiety | Mężczyźni | Mężczyźni |
| --------------------------------- | ------ | ------ | ------- | ------- | --------- | --------- |
| jednostka                         | osób   | %      | osób    | %       | osób      | %         |
| populacja                         | 10 231 | 100    | 5044    | 49,3    | 5187      | 50,7      |
| gęstość zaludnienia (mieszk./km²) | 27,5   | 27,5   | 13,6    | 13,6    | 14        | 14        |

## Sołectwa
Bagienice, Binduga, Bogdany Wielkie, Brzeski-Kołaki, Budki, Bugzy Płoskie, Czaplice Wielkie, Dąbrowa, Dąbrówka Ostrowska, Duczymin, Dzierzęga-Nadbory, Gadomiec-Chrzczany, Gadomiec-Miłocięta, Jedlinka, Krukowo, Krzynowłoga Wielka, Kwiatkowo, Lipowiec, Liwki, Łaz, Mącice, Niskie Wielkie, Nowa Wieś, Nowa Wieś Zarębska, Opaleniec, Poścień-Wieś, Poścień-Zamion, Pruskołęka (wieś), Przysowy, Raszujka, Rawki, Rembielin, Rycice (wieś), Rzodkiewnica, Ścięciel, Stara Wieś, Wasiły-Zygny, Wierzchowizna, Wólka Zdziwójska, Zaręby, Zdziwój Nowy, Zdziwój Stary
Miejscowości bez statusu sołectwa to wsie: Skuze  ; przysiółki: 
Aleksandrowo, Rapaty-Sulimy; kolonie: Czarzaste Małe, Gadomiec-Peronie oraz osady leśne:  Jarzynny Kierz, Pruskołęka (osada leśna),
Rycice (SIMC 0507785), Rycice (SIMC 0507791).

## Sąsiednie gminy
Baranowo, Czarnia, Dzierzgowo, Janowo, Jednorożec, Krzynowłoga Mała, Wielbark